# 三汊河駅
三汊河駅（さんさかえき）は、中華人民共和国江蘇省南京市鼓楼区にある、南京地下鉄9号線の駅である。

## 駅名
事業着手当初は南京地下鉄集団は「定淮門大街駅」の仮称を用いており、2021年11月16日に「三汊河駅」を駅名として公示され、2021年12月22日に第一次公示のより駅名が「三汊河駅」に決定したことが発表された。

## 歴史
- 2026年9号線の駅として開業する予定。